# Liste der Monuments historiques in Sainte-Montaine
Die Liste der Monuments historiques in Sainte-Montaine führt die Monuments historiques in der französischen Gemeinde Sainte-Montaine auf.

## Liste der Objekte
| Bezeichnung | Beschreibung                  | Standort                          | Kennzeichnung | Schutzstatus | Datum | Bild |
| ----------- | ----------------------------- | --------------------------------- | ------------- | ------------ | ----- | ---- |
| Pietà       | Holz, bemalt, 16. Jahrhundert | in der Kirche Ste-Montaine (Lage) | PM18000902    | Inscrit      | 1977  |      |